# Santa Luisa (comuna)
Santa Luisa fue una de las comunas que integró el antiguo departamento de Taltal, en la provincia de Antofagasta.
En 1907, de acuerdo al censo de ese año, la comuna tenía una población de 11372 habitantes. Su territorio fue organizado por decreto del 22 de diciembre de 1891, a partir del territorio de las Subdelegaciones 5.° Santa Luisa y 6.° Refresco, según límites asignados por decreto del 5 de diciembre de 1884.

## Historia
La comuna fue creada por decreto del 22 de diciembre de 1891, con el territorio de las Subdelegaciones 5.° Santa Luisa y 6.° Refresco, según límites asignados por decreto del 5 de diciembre de 1884.
La comuna fue suprimida mediante la reorganización político-administrativa del país, llevada a cabo con el Decreto Ley N.º 803, del 22 de diciembre de 1925. Su territorio pasó a la comuna de Catalina.